# باول بنت
باول بنت (1 مايو 1965 بورسستر في المملكة المتحدة - ) (بالإنجليزية: Paul Bent)‏ هو لاعب كريكت بريطاني. لعب مع نادي مقاطعة ورسسترشاير للكريكيت ‏.

## وصلات خارجية
- باول بنت على موقع إي آس بي آن كريك إنفو (الإنجليزية)